# Valle de Oca
Valle de Oca és un municipi de la província de Burgos a la comunitat autònoma de Castella i Lleó. Forma part de la comarca de Montes de Oca. Fou creat per la fusió de Cueva Cardiel, Villalbos, Villalómez, Villanasur Río de Oca, Mozoncillo de Oca i Villalmóndar.

## Demografia
| 1991 |  | 1996 |  | 2001 |  | 2004 |  | 2007 |
| ---- |  | ---- |  | ---- |  | ---- |  | ---- |
| 223  |  | 221  |  | 226  |  | 226  |  | 204  |